# Stiria olivalis
Stiria olivalis är en fjärilsart som beskrevs av Barnes och Mcdunnough 1916. Stiria olivalis ingår i släktet Stiria och familjen nattflyn. Inga underarter finns listade i Catalogue of Life.